# 仙台市図書館
仙台市図書館（せんだいしとしょかん）とは、仙台市立の7つの図書館の総称である。
長い間、図書館法を受けて設立された市民図書館と宮城県図書館の2館体制が続いていたが、政令指定都市となった平成以降、立て続けに各区へ図書館が設置された。1989年から榴岡図書館を皮切りに電算化が進められ、縦断図書検索端末を設置。その後市民の要望により連携の強化が図られ、市立全図書館で利用者カードを統一した。

## おはなし会
全館で毎週水曜日に職員による子供向けの朗読会「おはなし会」を実施。児童書コーナーに、床に座って鑑賞できる専用のコーナー（個室）「おはなしのへや（おはなしの家）」を用意している。さらに一部の図書館では乳児向けの朗読会も行っている。

## 施設利用・サービス
1998年10月には、「仙台都市圏公立図書館相互利用事業」を開始し、多数の図書館を利用できるようになった。
館外貸出を受けるには、利用者登録が必要。登録できるのは、仙台市に住居がある、もしくは仙台都市圏13市町村（塩竈市・名取市・多賀城市・岩沼市・亘理町・山元町・松島町・七ヶ浜町・利府町・大和町・大郷町・富谷市・大衡村）の住民である事が条件で、例外的に仙台市内に通学・通勤している場合にも認められるが、通学・通勤先の確認と登録が必要。いずれの場合でも登録時に住民票・免許証・保険証・学生証といった公的機関発行の証明書が必要。なお、館内利用は一部を除き、原則自由。

2004年から利用者管理システムの共有を開始し、貸出しや延滞の管理を一本化した。2007年9月末からはこのシステムにインターネットも組み込み、仙台市図書館のホームページから予約などが出来るようになった。なお、この機能を利用するためには、各図書館（分室は除く）で、使用開始の登録（パスワード発行）が必要。
2010年から3年毎に利用者カードの更新処理が必要となり、2009年10月から窓口で受け付けられる。更新処理は新規登録と同じく居住地等の確認できる公的機関発行の証明が必要となる。

### 休館日・開館時間
- 休館日
  - 日曜・休日の翌日（その日が休日の場合は開館し、その翌日が休館）
  - 年末年始（12月28日 ～ 翌1月4日）
  - 特別整理期間
  - 1月から11月までの第4木曜日。12月24日は休翌日のため休館
  - 太白図書館の分室は水曜・土曜、泉図書館の分室は火曜・金曜のみ（南光台分室は火・木・金）開館。
- 開館時間
  - 平日は10時から19時、土曜・休日は10時から17時。
  - 市民図書館のみ、閉館時間が平日休日とも1時間ずつ長い。
  - 分室は12時30分から16時30分まで開館。

## 市民図書館
仙台市民図書館は、仙台市青葉区春日町2番地1号にある中央図書館である。

### 概要
仙台市都心部のせんだいメディアテークの複合施設として3 ～ 4階と2階の一部に入居。メディアテークの内装・外装に合わせてモダンな作りの図書館となっているが、閲覧スペースが100万人都市の中央図書館としては少ないこと、閲覧スペースの利用可能時間が1回3時間であることが批判されている。
児童書フロアが2階、一般書フロアが3階で、特に4階には郷土・参考図書フロアとなっており、比較的豊富に配架されている。

### 歴史
1960年（昭和35年）4月から仙台市図書館の建設準備調査を開始し、1962年（昭和37年）10月に西公園内に開館した。その後長らく立地していたが、2001年1月のメディアテーク完成と同時に移転開館した。
2011年（平成23年）3月11日の東日本大震災の影響により、ガラスが割れるなどの建物被害、図書館資料散乱により4月9日の臨時窓口の開設まで休館となった。5月3日からは18時までではあるが運営を再開した。

### 立地・周辺環境
付近には仙台市営バス「メディアテーク前」バス停がある。仙台市地下鉄南北線の勾当台公園駅からは徒歩5分の場所に位置する。
専用の駐車場はなく、地下に64台分の有料駐車場があるが料金サービスなどは行っていない。駐輪場は100台分ある。

## 広瀬図書館
青葉区西部にある広瀬文化センターと同居。雑誌からAVコーナーまでをひとつのフロアに納めたコンパクトな造りとなっている。専用の駐車場はないが、宮城総合支所の駐車場が利用できる。
指定管理者制度により2011年4月1日から2016年3月31日まで丸善株式会社が管理・運営を行っていた。

## 宮城野図書館
陸前原ノ町駅付近に建設された宮城野文化センターに入居。1990年から2012年までは、UR仙台原町市街地住宅の1～2階（旧仙台市役所東支所）に所在していたが、同住宅の老朽化に伴う解体決定と、宮城野文化センターへの移転整備事業により2012年10月1日に現在地にて移転開業した。

## 榴岡図書館
仙台駅東口のビルパルシティ仙台4階に入居している、街中の図書館。窓の少ないこぢんまりとした構造。1991年、宮城野図書館の完成に合わせ、類似した名称の宮城野通図書館から改名。
指定管理者制度により2012年4月1日から2017年3月31日まで丸善株式会社が管理・運営を行っていた。

## 若林図書館
若林区文化センターと同居。この場所は1989年に移転のため廃園となった養種園 の跡地に建設された。2015年4月1日より指定管理者制度によりヴィアックスが管理・運営を行っている。
道路を挟んだ向かいに聖ウルスラ学院英智小・中学校の校舎がある。

## 太白図書館
地下鉄長町駅から直結する「たいはっくる」の1階と地階の一部に入居。八本松市民センターに分室を持つ。

## 泉図書館
複合公共施設「ミルポートS」の地下階から2階に入居している。泉中央駅から仙台スタジアムへと向かう通りに立地。以前は仙台市こども宇宙館（3・4階）も同居していたが、仙台市天文台の移転に伴い閉館され、2009年度にこども図書室が増設された。
仙台市に合併される以前の泉市時代、1978年（昭和53年）に前身の泉市図書館が開館。1987年（昭和62年）に泉市は基本計画を策定し、 「中央図書館」の建設と計12の図書館・図書室を市内に設けると発表した。仙台市と合併後、泉市図書館は蔵書数の強化など整理期間を経て1990年7月に仙台市泉図書館に改名した。合併により、仙台市側のルールに合わせるため、1人10冊まで借りられたのが5冊に減らされた。泉中央駅の開業と同時に市名坂から現在の場所へ移転した。旧館時代は図書館の存在すら知らない市民や、知っていても遠くて不便だと敬遠していた市民が多かったが、利便性の高い駅前に移転したことで、利用登録者数が増加した。泉市時代の11分室設置構想は実現せず、泉区内の分室は9つにとどまっている。
2009年の改築にともない、駐車場が廃止となった。
2011年3月11日発生した東日本大震災では、建物内部に大きな被害が発生して閉鎖され、正面玄関付近に臨時窓口を設けて本の貸し借りを行っていた。現在は復旧し、通常通り開館している。